# Botanophila tristylata
Botanophila tristylata este o specie de muște din genul Botanophila, familia Anthomyiidae. A fost descrisă pentru prima dată de Willi Hennig în anul 1970. Conform Catalogue of Life specia Botanophila tristylata nu are subspecii cunoscute.